# Касациони суд Краљевине Србије
Касациони суд Краљевине Србије је био највиши суд у Краљевини Србији.

## Састав
Судије је постављао краљ. Председници и чланови Касационог суда постављали су се по двема листама од којих је једну предлагао Државни савет, а једну Касациони суд. У свакој кандидационој листи морало је бити два пута онолико кандидата колико је имало упражњених места. Кандидати су могли бити исти и на једној и на другој листи. Председник Касационог суда је имао чин државног саветника.
Касациони суд је радио редовно у три одељења, али у неким случајевима је одржавао велике седнице и опште седнице. Одељења су пуноважно решавала са пет судија, велике седнице са најмање девет судија и опште седнице са најмање тринаест судија. Одлуке су се доносиле већином гласова.

## Делокруг
Касациони суд Краљевине Србије је као највиши суд наследио Касациони суд из Кнежевине Србије чије је уређење било прописано Законом о устројству судова од 6. марта 1865. Затим, према Уставу за Краљевину Србију (1903) за целу Србију био је само један Касациони суд који није судио о делу него само о праву. Решавао је и о сукобима између судске и административне власти. Исте одредбе су биле и код Радикалског устава (1888).
Ниједан судија није могао бити лишен звања нити ма под којим изговором уклоњен са дужности против своје воље, без пресуде редовних судова или дисциплинарне пресуде Касационог суда. Такође, судија није могао бити тужен за свој судски рад без одобрења Касационог суда.